# Hypercompe gaujoni
Hypercompe gaujoni là một loài bướm đêm thuộc phân họ Arctiinae, họ Erebidae.